# Монро, Мередит
Ме́редит Монро́ (англ. Meredith Monroe; род. 30 декабря 1969, Хьюстон, Техас, США) — американская актриса, наиболее известная благодаря своей роли Энди Макфи в телесериале «Бухта Доусона», где она снималась с 1998 по 2001 год, а также появилась в финале шоу в 2003 году.

## Биография
Мередит Монро родилась в Хьюстоне, штат Техас, а в 1997 году переехала в Лос-Анджелес, где вскоре получила регулярную роль в сериале «Опасные мысли», который был закрыт после одного сезона. После у неё была второстепенная роль в дневной мыльной опере «Любовь и тайны Сансет Бич», а в 1999 году она получила свою самую значимую роль, в сериале «Бухта Доусона».
После ухода из «Бухты Доусона», Монро сыграла главную роль в провальном кинофильме 2002 года «Лучшая подруга». С тех пор она играла малые второстепенные, или же гостевые роли, во множестве сериалов, таких как «C.S.I.: Место преступления Майами», «Доктор Хаус», «Мастера ужасов», «Кости», «Частная практика», «Морская полиция: Спецотдел» и «Ищейка», а также исполняла роль жены главного героя в сериале «Мыслить как преступник» с 2005 по 2009 год.
С августа 1999 года Мередит замужем за медиком Стивеном Кавовайтом, с которым она встречалась 2 года до их свадьбы. У супругов есть близнецы сын и дочь (род. в конце 2014).

## Избранная фильмография
| Год  |   | Русское название | Оригинальное название | Роль |
| ---- | - | ---------------- | --------------------- | ---- |
| 2005 | с | Доктор Хаус      | House                 | Лола |